# 청새치
청새치(영어: striped marlin, 학명: Kajikia audax 카이키아 아우닥스[*])는 돛새치목 돛새치과의 한 종으로, 인도양에서 태평양까지 따뜻한 열대 바다에서 살며, 낮에는 2~3마리가 짝을 지어 해수면 가까이에서 헤엄쳐 다니다가, 밤이 되면 깊은 바다로 내려간다. 최고 무게는 500 kg, 최고 길이는 6m까지 기록이 남아 있다. 수면으로부터 100m 이내에서 사냥을 하며, 정어리 등을 먹는다.

## 묘사

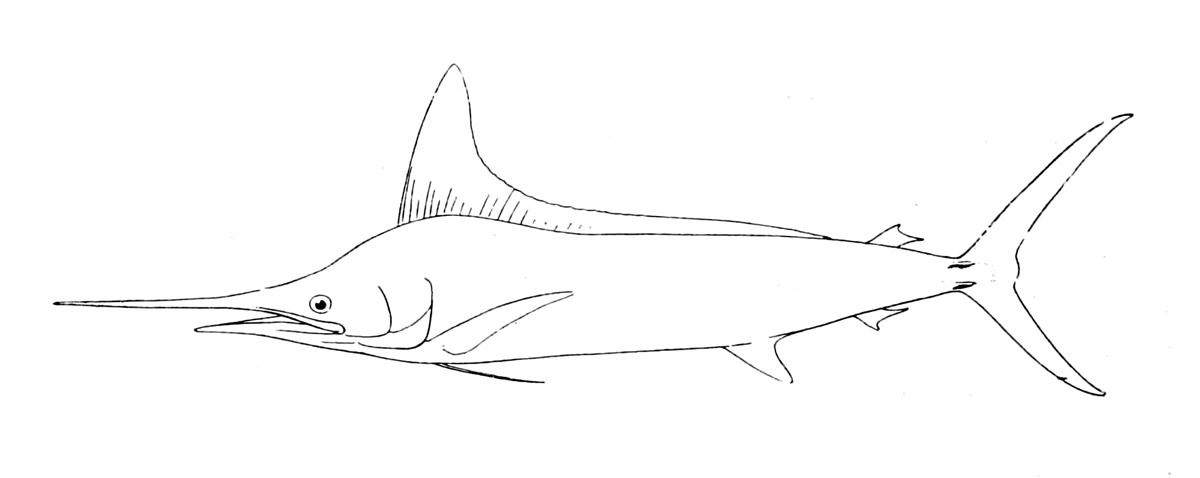
성숙한 청새치 그림

청새치는 어뢰 모양의 몸체를 가지고 있으며, 등쪽은 짙은 파랑 또는 검은색이고 배쪽은 은백색이다. 평균 몸길이는 약 2.9~4.2m이며, 최대 6m까지 자라며, 몸무게는 최대 500kg에 달한다. 첫 번째 등지느러미는 키가 크며, 몸의 두께와 같거나 더 클 정도로 높고, 지느러미줄기는 42~48개이다. 두 번째 등지느러미는 훨씬 작다. 몸의 측면에는 약 12~20개의 뚜렷한 청색 줄무늬가 있으며, 이는 죽은 뒤에도 그대로 나타난다. 특수한 색소 세포인 색소포는 수축하거나 팽창함으로써, 청새치가 흥분했을 때 줄무늬 색이 푸른빛에서 연보라색으로 변하도록 한다.

## 분포 및 서식지
청새치는 외해의 유광층에 서식하며, 연안에서 떨어진 바다 표면 근처에 머무른다. 전 세계에 널리 분포하며, 주로 열대 및 또는 온대 수역에서 발견된다. 서식 환경에 대한 연구에서는 기회적 발생 자료를 활용하여, 동쪽 태평양이 이 종이 서식하기에 가장 이상적인 수역 중 하나라는 사실을 밝혀냈다. 또한, 가장 많은 개체군이 용존 산소 농도가 4.5~5.5mL 사이이고 해수면 온도가 20~28°C 사이인 수역에 서식하는 것으로 밝혀졌다.
또한, 청새치의 분포에 있어 엽록소 a 농도가 가장 중요한 요소로 밝혀졌다. 수역에서 엽록소 a 농도가 높다는 것은 해당 수생 생태계의 생산성 또는 영양 수준이 높음을 나타낸다. 풍부한 영양분은 수생 식물과 조류의 성장을 촉진하며, 이는 이를 먹고 사는 종들의 집합을 유도하는데, 청새치의 주요 먹이가 바로 이들이다.
청새치는 일주기 수직 이주 패턴을 보이기도 한다. 한 연구에서는 청새치가 낮에는 수심이 깊은 지역에 서식하고, 밤에는 주로 수면 근처로 모인다는 경향이 있음을 관찰했다. 이러한 패턴은 연구에서 조사된 모든 지역에서 두드러졌으며, 여기에는 오스트레일리아, 뉴질랜드, 멕시코, 캘리포니아주, 에콰도르의 해역이 포함된다.

## 생애 주기
청새치는 최대 10년까지 살 수 있으며, 성적 성숙하는 나이는 수컷은 1~2세 또는 1.4m, 암컷은 1.5~2.5세 또는 1.8m에 달한다. 청새치는 여름 번식 기간 동안 연속적으로 번식하며, 이 기간 동안 4회에서 41회의 번식 이벤트가 발생한다. 암컷은 몇 일마다 최대 1억 2천만 개의 알을 한 번에 방출한다.

## 먹이
청새치는 최상위 포식자로, 주로 정어리, 고등어, 소형 다랑어, 두족류 등 다양한 어류를 먹이로 삼는다. 멕시코 연안에서 수행된 한 연구에 따르면, 청새치는 참고등어, 눈퉁멸, 남아메리카정어리와 같은 무리를 지어 다니는 어류를 선호하는 것으로 나타났다. 또한 일부 오징어류도 먹이로 삼으며, 그중에서도 아메리카대왕오징어가 가장 흔한 먹이로 보고되었다.

## 보존
청새치는 2012년 제정된 새치 보존법에 따라 미국에서 보호받고 있다. 이 법은 새치 및 관련 제품의 유통, 판매, 판매 목적의 소지를 금지하는 매우 엄격한 규제를 포함하고 있다. 이러한 법률은 이전의 자원 관리 조치에도 불구하고, 과도한 어획으로 인해 세계적으로 새치 개체 수가 급감하는 추세를 막기 위해 제정되었다. 다만, 이 법에는 일부 예외 조항이 있다. 미국 어선이 하와이나 태평양 도서 지역에 입항하여 보관한 새치, 또는 외국 어선이 태평양 도서 지역에 하역한 뒤 미국 외 시장으로 수출하거나, 하와이 및 태평양 도서 지역 내에서 지역 소비를 위해 보유하는 경우는 판매 및 판매 목적의 소지 금지에서 제외된다.